# مهمتچیک

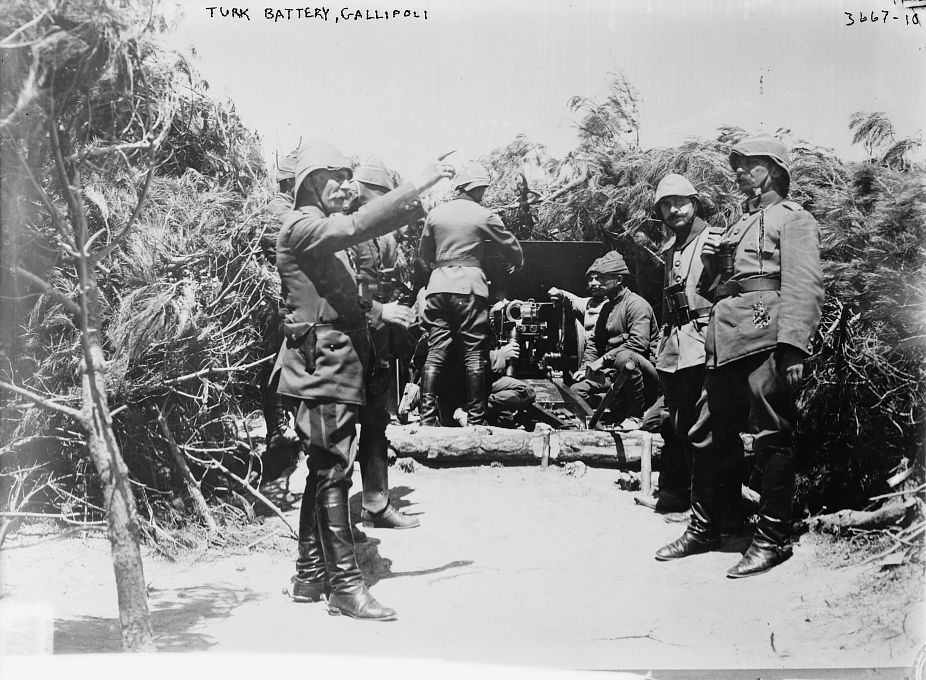
یگان توپخانه، نبرد گالیپولی

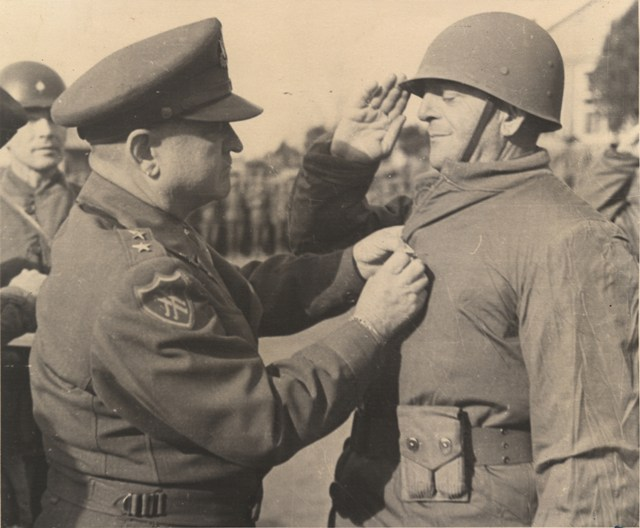
تحسین یازیچی، در حال دریافت ستاره نقره‌ای از ژنرال آمریکایی والتون واکر

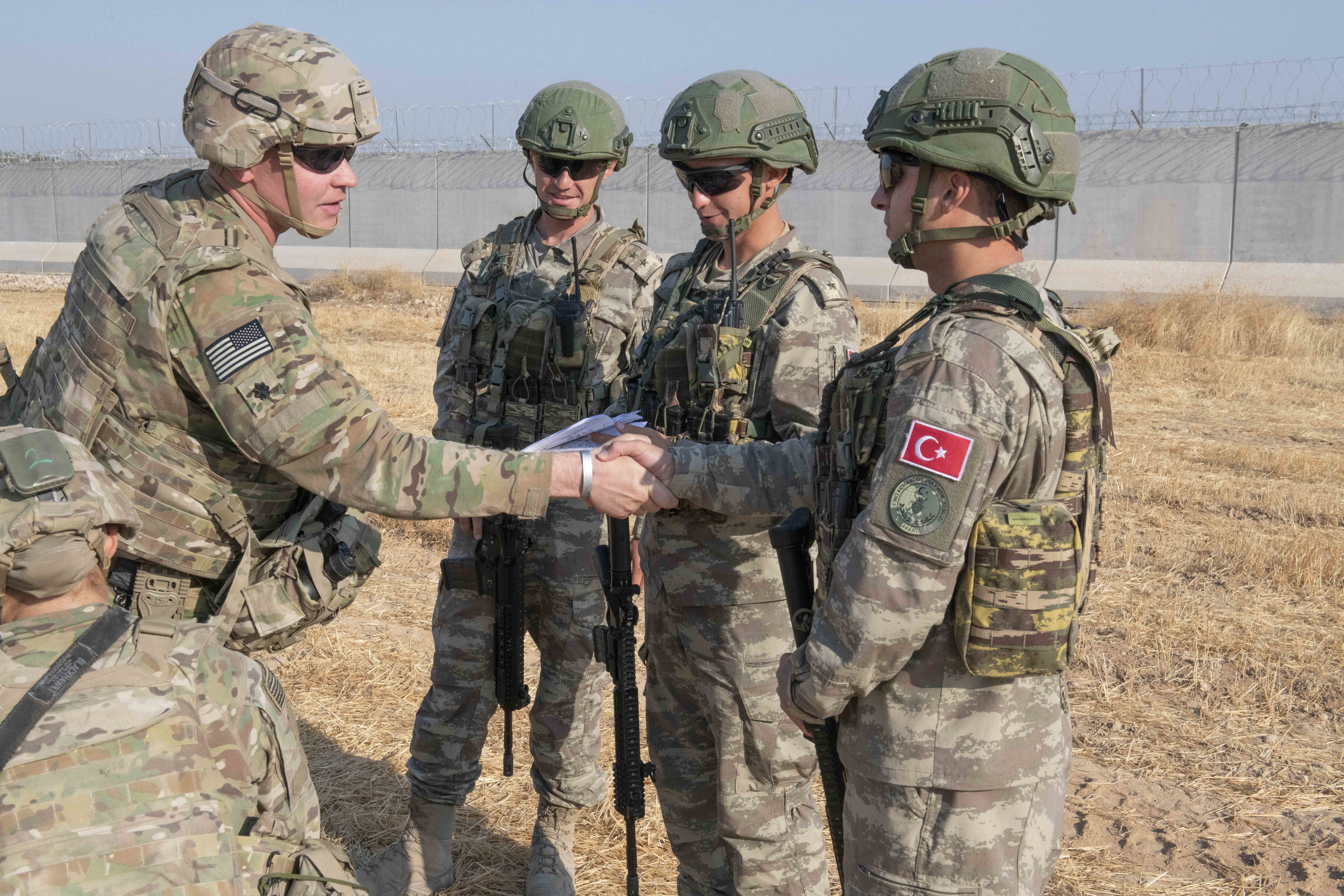

مِهمِتچیک (ترکی استانبولی: Mehmetçik) اصطلاحی عمومی و محبت‌آمیز است که برای سربازان ارتش امپراتوری عثمانی و ارتش ترکیه استفاده می‌شود. این واژه معادل اصطلاحات تامی اتکینز (Tommy Atkins)، دابوی (Doughboy) و دیگِر (Digger) است که در ارتش‌های بریتانیا، ایالات متحده و استرالیا بکاربرده می‌شود. اگرچه مهمتچیک به طور کلی برای اشاره به پیاده نظام استفاده می‌شود، ولی اصطلاحاتی مانند پیاده مهمتچیک، سواره مهمتچیک و توپچی مهمتچیک نیز کاربرد دارد.
اعتقاد بر این است که رواج این اصطلاح بر اساس نام گروهبان ارتش عثمانی، «بیگالی مهمت چاووش» است، که در نبرد گالیپولی طی جنگ جهانی اول جنگیده است.